# Košutići (Višnjan)
Pour les articles homonymes, voir Košutići.
Košutići (en italien : Cossutti) est une localité de Croatie située en Istrie, dans la municipalité de Višnjan, dans le comitat d'Istrie. En 2001, la localité comptait huit habitants.

## Démographie
| 1948 | 1953 | 1961 | 1971 | 1981 | 1991 | 2001 |
| ---- | ---- | ---- | ---- | ---- | ---- | ---- |
| 43   | 43   | 25   | 21   | 17   | 9    | 8    |